# Trick-or-treat

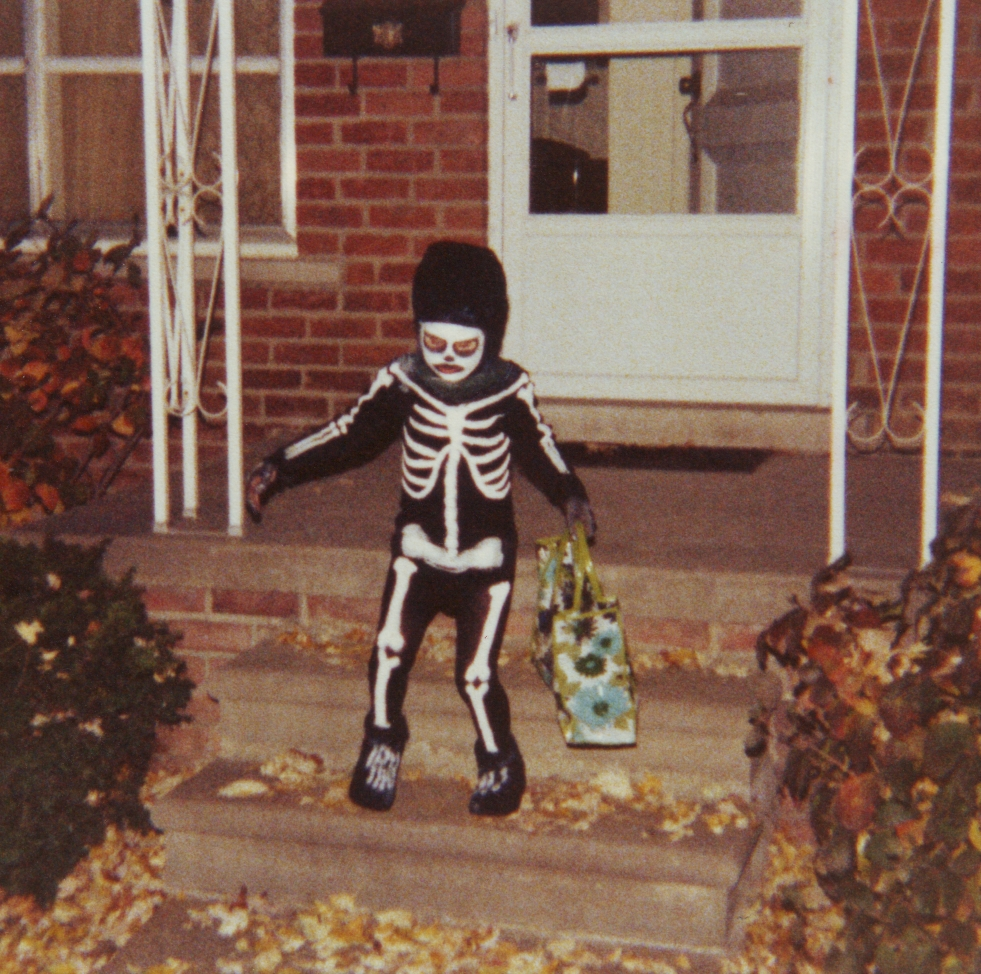
Hình chụp một đứa trẻ mặc áo bộ xương chơi trick-or-treat tại Redford, Michigan ngày 31 tháng 10 năm 1979

Trick-or-treat là một tập tục Halloween cho trẻ em và người lớn ở nhiều nước. Trẻ em trong trang phục Halloween di chuyển từ nhà này sang nhà khác để xin kẹo, bắt đầu với câu nói "Trick or Treat." "Treat" thường là một số loại kẹo, mặc dù, trong một số nền văn hóa, tiền được sử dụng thay thế. "Trick" thường là lời đe dọa (thường không sử dụng) để thực hiện hành vi nghịch ngợm đối với chủ nhà hoặc tài sản của họ nếu chủ nhà không đưa treat. Trick-or-treat thường xảy ra vào tối ngày 31 tháng 10. Một số chủ nhà cho biết họ sẵn sàng đưa ra treat bằng cách treo các trang trí Halloween bên ngoài cửa ra vào; những người khác chỉ cần để lại kẹo có sẵn trên hiên nhà của họ để trẻ em tự do lấy đi.

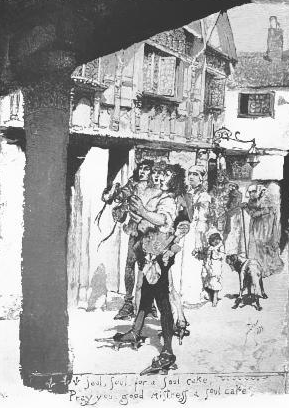
"Thương xót cho mọi linh hồn Kitô hữu, xin một chiếc bánh linh hồn", tập tục souling trước đây phổ biến tại Anh.

## Tại một số quốc gia
Tại Bắc Mỹ, trick-or-treat đã trở thành một phong tục truyền thống của Halloween, ít nhất là từ cuối những năm 1950. Chủ nhà khi tham gia vào Halloween thường trang trí lối vào riêng của họ với những hình nhựa, giấy, bộ xương và đèn bí ngô. Một số chủ nhà thường để kẹo trong chậu ở ngoài cổng hoặc trực tiếp đưa cho những đứa trẻ. Trong những năm gần đây, trick-or-treat đã lan rộng đến mọi nhà trong một khu phố, bao gồm cả nhà ở cao cấp và chung cư cao tầng.
Ở Scotland và Ireland, guising - cải trang để đi xin kẹo - là một truyền thống Halloween và đã được ghi nhận ở Scotland vào năm 1895. Ở Tây Ban Nha, guising được gọi là calaverita (hộp sọ nhỏ), và thay vì "trick or treat", các em hỏi "me da mi calaverita?" ("bạn có thể cho tôi hộp sọ nhỏ của tôi được không? "); calaverita là một hộp sọ nhỏ làm bằng đường hoặc sô cô la.